# Euphyia kendeffyi
Euphyia kendeffyi là một loài bướm đêm trong họ Geometridae.